# Stéphane Ganeff
Stéphane Michiel Ivan Ganeff (L'Aia, 18 gennaio 1959) è uno schermidore belga naturalizzato olandese, vincitore di una medaglia d'argento ai campionati europei di scherma.